# Dry Ridge (Ohio)
Dry Ridge es un lugar designado por el censo ubicado en el condado de Hamilton en el estado estadounidense de Ohio. En el Censo de 2010 tenía una población de 2782 habitantes y una densidad poblacional de 259,39 personas por km².

## Geografía
Dry Ridge se encuentra ubicado en las coordenadas 39°15′32″N 84°38′2″O / 39.25889, -84.63389. Según la Oficina del Censo de los Estados Unidos, Dry Ridge tiene una superficie total de 10.73 km², de la cual 10.73 km² corresponden a tierra firme y (0%) 0 km² es agua.

## Demografía
Según el censo de 2010, había 2782 personas residiendo en Dry Ridge. La densidad de población era de 259,39 hab./km². De los 2782 habitantes, Dry Ridge estaba compuesto por el 93.1% blancos, el 4.21% eran afroamericanos, el 0.04% eran amerindios, el 1.58% eran asiáticos, el 0% eran isleños del Pacífico, el 0.22% eran de otras razas y el 0.86% pertenecían a dos o más razas. Del total de la población el 1.83% eran hispanos o latinos de cualquier raza.